# Poprvé naposledy
Poprvé naposledy je studiové album Michala Prokopa, vydané v roce 2006 u labelu Sony BMG. Hudbu, vedle Michala Prokopa, složili Petr Skoumal, Jan Hrubý a Luboš Andršt. Texty obstaral výhradně Pavel Šrut, podle recenze na musicserveru se vyznačují vysokou kvalitou s obsahem „vtipných slovních spojení a originálními obraty.“ Album bylo kritiky kladně přijato a v roce 2007 obdrželo zlatou desku.
Po vydání alba byla obnovena kapela Framus Five v novém složení, která uspořádala čtyři křty a koncem roku 2006 odjela Poprvé naposledy Tour zakončené 27. listopadu vystoupením k 60. narozeninám zpěváka v Lucerně, z něhož pořídila obrazový záznam Česká televize. Koncert pak vyšel v roce 2007 jako Live 60 na CD a DVD.

## Obsazení
Obsazení skupiny
- Michal Prokop – zpěv
- Luboš Andršt – kytary (1, 4, 6, 7, 10)
- Jan Hrubý – housle (2, 5, 9, 11, 12)

- Petr Skoumal – klávesy (1, 2, 4, 5, 8, 9, 11, 12)
- Jan Hála – klávesy (2, 3, 5, 7, 8, 9, 11, 12, 13)
- Jan Kořínek – varhany (10)
- Jiří Kovář – kytara (2, 3, 5, 8, 9, 11, 12, 13)
- Zdeněk Tichota – basová kytara (vyjma 6)
- Michal Hejna – bicí (vyjma 6, 10)
- Pavel Razím – bicí (10)
- Markéta Foukalová – zpěv (6)
- Radek Němec – trumpeta (3, 4, 8, 9, 10, 12, 13)
- Rostislav Fraš – saxofon (2, 3, 4, 8, 9, 10, 11, 12,)
- Přemysl Tomšíček – trombón (3, 4, 8, 9, 10, 12,)
- Jiří Hála – barytonsaxofon (3, 4, 8, 9, 10, 12,)

## Skladby
1. 64 / Michal Prokop / Pavel Šrut, aranžmá Luboš Andršt ... 4:09
2. Poprvé naposledy / Petr Skoumal / Pavel Šrut ... 4:42
3. Leteckej inženýr / Jan Hrubý / Pavel Šrut ... 3:09
4. Loučení / Petr Skoumal / Pavel Šrut ... 4:47
5. Popěvek / Petr Skoumal / Pavel Šrut ... 3:30
6. Hotel u přístavu / Luboš Andršt / Pavel Šrut ... 5:14
7. Tullamore dew / Jan Hrubý / Pavel Šrut ... 4:27
8. Ukolébavka pro smutnou Mladou paní / Michal Prokop / Pavel Šrut ... 4:53
9. Vedro nad Prahou / Petr Skoumal / Pavel Šrut ...3:28
10. Virtuální realita / Luboš Andršt / Pavel Šrut ... 4:34
11. Zloději času / Petr Skoumal / Pavel Šrut ... 5:03
12. Láska je protijed / Petr Skoumal / Pavel Šrut ... 6:12
13. Dovětek k písni Hotel u přístavu / Michal Prokop / Pavel Šrut ... 1:58